# Plectris ophthalmica
Plectris ophthalmica är en skalbaggsart som beskrevs av Frey 1967. Plectris ophthalmica ingår i släktet Plectris och familjen Melolonthidae. Inga underarter finns listade i Catalogue of Life.